# Culex bahiensis
Culex bahiensis är en tvåvingeart som beskrevs av Duret 1969. Culex bahiensis ingår i släktet Culex och familjen stickmyggor. Inga underarter finns listade i Catalogue of Life.